# Ariane (tragèdia)
Ariane és una tragèdia en cinc actes i en vers de Thomas Corneille, representada per primera vegada al teatre de l'Hôtel de Bourgogne el 26 de febrer de 1672.

## Personatges
- Œnarus, rei de Naxos
- Thésée, fill d'Ægée rei d'Atenes
- Pirithoüs, fill d'Ixion rei dels Làpites
- Ariane, filla de Minos, rei de Creta
- Phèdre, germana d'Ariane
- Nérine, confident d'Ariane
- Arcas, Naxien, confidents d'Œnarus